# Žalgiris Kaunas (handball)
Pour les articles homonymes, voir Žalgiris Kaunas.
Le Žalgiris Kaunas est un club féminin de handball basé à Kaunas en Lituanie.

## Palmarès
Compétitions internationales
- Coupe des clubs champions (2) :
  - Vainqueur : 1967, 1968

Compétitions nationales
- Championnat d'URSS (2) :
  - Vainqueur : 1966 et 1967.
  - Deuxième : 1963, 1965 et 1978.
- Coupe d'URSS (2) :
  - Vainqueur : 1982[réf. nécessaire]
- Championnat de Lituanie (5) :
  - Vainqueur : 2013, 2014, 2015, 2016, 2018
  - Deuxième : 1991, 1992, 1993, 1998, 2007, 2008, 2012, 2017, 2019

## Joueuses emblématiques d'hier et d'aujourd'hui
- Aldona Česaitytė-Nenėnienė : de 1971 à 1982